# Hans Niemann
Hans Moke Niemann (São Francisco, 20 de junho de 2003) é um Grande Mestre de Xadrez e streamer estadunidense. Ganhou o título de Grande Mestre da FIDE em 22 de janeiro de 2021. Em julho de 2021, venceu o Torneio Mundial Aberto de xadrez na Filadélfia. Niemann entrou pela primeira vez na lista dos 100 melhores jogadores júnior na posição 88 em 1.º de março de 2019. Em setembro de 2022, era o 6.º júnior com maior rating do mundo e o 45.º no geral.

## Controvérsia envolvendo Magnus Carlsen
Na terceira rodada da Sinquefield Cup de 2022, Niemann derrotou o Campeão Mundial de Xadrez Magnus Carlsen com as peças pretas, jogando a Defesa Nimzoíndia. O rating ao vivo de Niemann ultrapassou 2700 pela primeira vez com esta vitória. Carlsen retirou-se do torneio no dia seguinte, anunciando a sua decisão num tweet enigmático contendo um vídeo do treinador de futebol português José Mourinho dizendo: "Se eu falar estou em apuros e não quero estar em grandes apuros". Embora o próprio Carlsen não tenha feito alegações diretas, seu tweet, junto com as medidas de segurança intensificadas no torneio no dia seguinte à sua derrota, implicaram que havia uma acusação de que Niemann estava trapaceando, uma acusação negado por Niemann e vários comentaristas.
Niemann enfrentou Carlsen novamente em uma partida muito esperada durante a Julius Baer Generation Cup. Carlsen renunciou ao jogo após um lance, alimentando ainda mais a controvérsia. Esta tem sido caracterizada como a maior controvérsia envolvendo trapaça no xadrez internacional desde o incidente do Toiletgate no Campeonato Mundial de Xadrez de 2006. Muitos enxadristas e figuras públicas comentaram a controvérsia, do ex-campeão mundial Garry Kasparov ao magnata de negócios Elon Musk.